# Brachiaphodius pilifer
Brachiaphodius pilifer är en skalbaggsart som beskrevs av Renaud Maurice Adrien Paulian 1934. Brachiaphodius pilifer ingår i släktet Brachiaphodius och familjen Aphodiidae. Inga underarter finns listade.